# Трунов, Владимир Георгиевич
Владимир Георгиевич Трунов (25 июля 1905, Козлов — 25 октября 1985, Горький) — советский хозяйственный, государственный и политический деятель. Руководил разными подразделениями железнодорожного транспорта в СССР.

## Биография
Родился 25 июля 1905 года в г. Козлове (Мичуринске) тамбовсмкой губернии.
С 1 мая по 15 октября 1922 года работал рабочим на пути станции Тамбов Рязано-Уральской железной дороги.
С 1922 по 1923 год поступил и учился в Саратовском политехникуме, продолжал работать на Рязано-Уральской железной дороге.
В 1923 году политехникум реорганизовали и Владимир Георгиевич перевёлся в Московский эксплуатационный техникум, в котором учился до 1926 года.
С 1924 по 1928 год работал дежурным по станции Веполье Северной железной дороги.
С 1928 по 1929 год работал поездным диспетчером на станции Грязи Юго-Восточной железной дороги.
В 1929 занял должность заместителя начальника станции Козлов Юго-Восточной железной дороги и уже через месяц его назначили начальником станции Ливны Юго-Восточной железной дороги.
С 1930 по 1932 год учился в Московском институте инженеров железнодорожного транспорта.
С 1932 по 1934 год работал начальником части службы движения Юго-Восточной железной дороги в Воронеже.
В 1935 году перешёл в управление Московско-Донбасской железной дороги, где работал заместителем начальника и занимал должность старшего инженера.
С 1939 по 1941 год работал начальником службы управления Московско-Донбасской железной дороги.
23 мая 1941 года вступил в коммунистическую партию.
С 1941 по 1945 год занимал должности заместителя начальника Литовской железной дороги и заместителя уполномоченного НКПС Северо-Западного фронта, заместителя начальника Московской-Донбасской железной дороги в Кашире, и заместителя начальника Южно-Уральской железной дороги в Челябинске. Руководил эвакуацией советских производств за Урал.
С 1945 по 1947 год работал заместителем начальника транспортного управления Советской военной администрации в Германии.
Звание на железной дороге: Генерал-директор движения 3 ранга.
В 1947 году назначен заместителем начальника Горьковской железной дороги.
С 1948 по 1961 год работал начальником Горьковской железной дороги.
В 1952 году был делегатом XIX съезда КПСС.
27 февраля 1955 года был избран депутатом Горьковского областного Совета.
С 1961 года на пенсии.
С февраля 1962 по июнь 1969 года работал главным специалистом совета по координации и планированию и старшим инженером по транспорту Волго-Вятского экономического района.
25 октября 1985 года умер. Похоронен на 7-м участке Бугровского кладбища в Горьком (Нижнем Новгороде).

## Семья
Отец — Георгий Трофимович Трунов (03.02.1876 — 26.05.1935). Из рода Труновых, прямой потомок Тита Оникеева сына Трунова. Георгий служил в Козлове на железной дороге.
Мать — Анна Митрофановна Трунова (Ульянова) (01.02.1882 — 29.11.1956). 6 мая 1947 года Анне Митрофановне было присвоено звание мать-героиня.
Супруга — Полина Ивановна Трунова (Мацнева).
Дети: Лев и Галина.